# César Andino
César Andino (Santa Fe, 15 de junio de 1971) es un cantante argentino conocido por ser el líder de la banda Cabezones.

## Biografía

### Cabezones
Su carrera comenzó en 1991 con la banda Cabezones. En esa primera etapa de la banda el género que primaba era el punk que iría cambiando en los siguientes discos para dar paso a un Nu metal melódico.
El disco que los haría conocidos fuera de su ciudad natal sería Alas, producido por Martín Carrizo y editado por Sony Music. Luego de lanzar este álbum se radican durante un año en México donde graban su siguiente disco Eclipse (Sol). Luego vendría el LP Jardín de extremidad, que contiene el hit Mi pequeña infinidad.
En marzo de 2006, Andino y Gabriel Ruiz Díaz (bajista de Catupecu Machu) sufrieron un accidente automovilístico con graves consecuencias para ambos. Andino fue intervenido quirúrgicamente en 11 oportunidades, y le quedan graves secuelas al poder usar solamente una de sus piernas para movilizarse.
En el estadio de Obras se realizó el último recital con la formación original de la banda y se editó un disco en vivo producido por Esteban Serniotti. Luego hubo una discusión en el seno de la banda sobre la conveniencia de tocar en el Pepsi Music con el estado en el que se encontraba Andino, como no llegaron a un acuerdo Leandro Aput, Esteban Serniotti y Gustavo Martínez deciden dejar la banda. Tras esta ida, Andino y Collados deciden invitar a tres jóvenes músicos a formar parte de la banda: Matías Tarragona, Leonardo Licitra y Pablo Negro. Con esta formación se presentaron en el Pepsi Music 2007 (junto a Marilyn Manson) y piensan grabar un nuevo disco.
En 2008 graba su primer disco como solista, Sólo, aunque es lanzado bajo el nombre de  Cabezones debido a un pedido de la discográfica (Pop Art-Sony BMG). El mismo cuenta con 13 canciones, entre las cuales se encuentra una versión de Vencedores Vencidos de Patricio Rey y los Redonditos de Ricota. El primer corte del disco fue Mi reina.
Dos años después lanza el siguiente disco de Cabezones, Germinal / Espera. Con el ingreso de Jauchen, Porta y Gómez, la banda graba dos nuevos álbumes, Nace (2012) y El naufragio del alma (2016).

## ArteDark
César Andino tiene una productora discográfica llamada ArteDark que cuenta con bandas como: Cabezones, Cirse, IluminatE y Dum69!